# Croton matourensis
Espèce
Synonymes
- Croton benthamianus, (Müll.Arg.) Lanj., 1931
- Croton caryophyllus Benth.
- Croton kavanayensis, Steyerm., 1952
- Croton lanjouwensis, Jabl., 1965
- Croton matourensis var. benthamianus, Müll.Arg., 1865
- Croton matourensis var. poeppigianus, Müll.Arg., 1865
- Croton matourensis var. sericeus, (Lam.) Müll.Arg., 1865
- Croton pakaraimae, Jabl., 1965
- Croton sericeus, Lam., 1786
- Oxydectes matourensis, (Aubl.) Kuntze

- Croton cyathodenus, Desv. ex Lanj., 1931
- Croton impetiginosus, Poepp. ex Baill., 1864
- Croton matourensis var. genuinus, Müll.Arg., 1865
- Croton polystachyus, Spreng., 1826
- Luntia sericea, Raf.

Croton matourensis est une espèce de plantes à fleurs du genre Croton et de la famille Euphorbiaceae présente sur la côte et dans le sud de l'Amérique tropicale.
Cette espèce doit son nom à la commune de Matoury en Guyane.
En Guyane, on l'appelle communément Bwa-ranmié (bois ramier) en Créole, Mariuβra waʃiune ou Ã seiminio kamwi en Palikur, et  Marabubuia en Portugais.

## Description
Croton matourensis est un arbre moyen à grand.

## Écologie
Commun sur le littoral guyanais dans les forêts de terre ferme anciennes ou de secondaires, Croton matourensis produit de fruits consommés par les Columbidae (Columba spp.), d'où son nom créole.

## Utilisation
Les Palikur emploient l'écorce de Croton matourensis dans un remède contre la diarrhée.

## Histoire naturelle
En 1775, le botaniste Aublet propose la diagnose suivante : 

« 1. CROTON (Matourenſe) foliis ovatis, acutis, ſubtùs incanis biglanduloſis. (Tabula 338.)
Arbor trunco decem-petali, in ſummitate ramoſo ; ramis rectis & declinatis, undique ſparſis. Folia alterna, ovata, oblonga, acuminata, integerrima, ſupernè virentia, infernè tomento ſericeo candicantia, ad baſim biglanduloſa, petiolata. Stipulae binae, oblongae, acutae. Flores ſpicati, axillares & terminates. Maſculi ſupernè, feminei infernè ſparſi, brevi pedunculati, ſolitarii in axillâ ſquamulae.
FLOS MASCULVS.
CAL. Perianthium monophyllum, quinquepartitum ; laciniis oblongis, acutis, fimbriatis. Squamae binae, oppofitae, denticulatae, ad baſim calicis.
COR. Petala quinque, lanceolata, cinerea, calici intrà diviſuras inſerta.
STAM. Filamenta undecim, baſi villoſa, convexa. Antherae tetragonae, biloculares, bivalves. Glandulae ad baſim pedunculi obſervantur.
FEMINEI FLORES.
CAL. & involucrum ut in maſculo;
COR. nulla.
PIST. Germen villoſum, ſubtrigonum, ſubrotundum. Stigmata duodecim aut ſexdecim, incus villoſa, recurva.
PER. Capsula villoſa, ſubrotunda, triſulcata, trilocularis, trivalvis.
SEM. ſubrotundum, extus convexum, intus angulatum, unicum in quolibet loculo.
Florebat fructumque ferebat Junio.
Habicat in inſula Caïennae, & ad ripas rivulorum Guianae. »

« LE CROTON blanc.
Le tronc de cet arbre s'élève de huit a dix pieds, ſur neuf pouces de diamètre. Son bois eſt blanc & léger. Son écorce eſt liſſe, cendrée. Il pouſſe à ſon ſommet des branches, les unes droites, les autres inclinées, qui ſe répandent en tous ſens. Ces rameaux ſont tendres, caſſants, & moëlleux intérieurement. Ils ſont chargés de feuilles alternes, ovales, entières, terminées par une longue pointe. Elles ſont longues de ſix pouces, & larges d'environ trois pouces, vertes en deſſus, & d'un blanc ſatiné en deſſous, portées ſur un long pédicule, & garnies à leur naiſſance, de chaque côté, d'un petit corps glanduleux. Les fleurs naiſſent ſur de longs épis cendrés & velus. Les fleurs ſont auſſi de couleur cendrée. Il y a ſur chaque épi des fleurs mâles & des fleurs femelles, les fleurs mâles ſont à la partie ſupérieure de l'épi, & les fleurs femelles ſont placées au deſſous. À la naiſſance de chaque fleur on remarque des petits corps glanduleux, blanchâtres. 
La fleur mâle eſt portée ſur un petit pédoncule, entre deux folioles dentelées. Son calice eſt d'une ſeule pièce, diviſé profondément en cinq parties grêles. La corolle eſt à cinq pétales cendrés, placés entre les diviſions du calice. Les étamines, qui naiſſent du fond du calice, ou elles ſemblent réunies par leurs baſes, ſont au nombre de onze. Leur filet eſt blanc, garni de poils à ſa baſe. Les anthères ſont droites, à quatre angles. 
La fleur femelle a également un petit pédoncule, avec deux folioles. Le calice eſt diviſé profondément en cinq parties frangées. Il n'y a point de corolle. Le piſtil eſt un ovaire triangulaire à trois côtes convexes, qui portent chacune quatre à cinq stigmates recourbées en dedans. 
L'ovaire devient une petite coque ſèche, triangulaire, un peu comprimée à ſon ſommet, & à trois loges, qui s'ouvrent en trois valves. Chaque loge contient une graine convexe d'une part, & applatie ſur les deux faces oppoſées. 
Cet arbre croît à Caïenne, dans les ſavanes qui ſont au-delà du pont de la crique fouillée. 
II étoit en fleur & en fruit dans le mois de Juin. 
Je l'ai trouvé auſſi ſur le bord & quelques rivières de la terre ferme. »